# Drapetis marginata
Drapetis marginata är en tvåvingeart som beskrevs av Smith 1962. Drapetis marginata ingår i släktet Drapetis och familjen puckeldansflugor. Inga underarter finns listade i Catalogue of Life.